# 寺澤堅高
寺澤堅高（日语：／ Terazawa Katataka，1609年—1647年12月14日），日本江戶時代初期大名。肥前國唐津藩第2代藩主。
寺澤堅高是寺澤廣高的次子。1622年（元和8年），因兄長忠晴早逝，廣高將其立為嗣子。1633年（寬永10年）父親去世後繼任家督。
堅高延續父親的政策，繼續對天草地方的吉利支丹進行嚴厲鎮壓。1637年（寬永14年）島原之亂爆發時，他正在江戶參勤交代，聞變立即回到藩內，協助幕府鎮壓了叛亂。
島原之亂被鎮壓後，他和島原藩藩主松倉勝家一起被幕府追究實施惡政的責任。與松倉勝家相比，幕府對寺澤堅高的處分較輕，將唐津藩的天草領地四萬石沒收，且不准堅高出仕。堅高覺得顔面盡失，於1647年（正保4年）在江戶的海禪寺自殺。無嗣，寺澤氏斷絕，唐津藩被改易。